# 向坂唯雄
向坂 唯雄（こうさか ただお、1927年 - ）は、日本の文筆家。

## 来歴
群馬県生まれ。1941(昭和16)年7月、14歳で国鉄に入り田端の庫内手に。1942(昭和17)年10月、機関助士になり、D51や9600形機関車の缶焚きを経て、1945(昭和20)年5月に機関士となる。
1951年(昭和31)年8月、田端から品川機関区へ異動し、蒸気機関車からディーゼル機関車の機関士を務め、1984(昭和59)年に退職するまで4 3年間国鉄で働く。

## 著書
- 信じ服従し働く (第1回総評文学賞受賞)
- 機関車に憑かれた四十年　草思社　1987年4月